# Agrícola de Aviñón
Agrícola (o Agricol), nacido alrededor de 627 o 630 en Aviñón y muerto el 2 de septiembre de 700, fue obispo de Aviñón desde 660 hasta su muerte. Es un santo católico, cuya festividad es el 2 de septiembre.
Agrícola era hijo de san Magne, también obispo de Aviñón.
Cuando su padre se hizo monje en las islas Lérins, se convirtió, en el año 660, en el obispo de la ciudad.
Se dice que construyó siete iglesias en la ciudad.
Enterrado en la colegiata de Saint-Agricol en Aviñón, fue declarado, en 1647, patrón de la ciudad por el arzobispo César Argelli.